# Carretera Orduña-Pancorbo
La carretera que une Orduña (Vizcaya) con el enlace junto al Monumento al Pastor de la  N-I  (Burgos) es una vía comarcal que discurre por tres provincias de dos comunidades autónomas distintas, por lo que su denominación varía en cada una de ellas. El breve tramo vizcaíno se denomina  BI-2625 , en Álava se llama  A-2625 , mientras que en Castilla y León recibe la nomenclatura  BU-556  a su paso por Berberana y  BU-525  desde Puentelarrá hasta la  N-I . Antes de su exclusión de la Red de carreteras del Estado, esta carretera fue la mitad meridional de la  N-625  (Bilbao-Burgos).
Su trazado comienza al sur de la villa de Orduña, donde enlaza con su continuación  BI-625 , y se dirige al sur para subir el dificultoso puerto de Orduña (900 m), por donde accede a Castilla y León. Tras pasar Berberana vuelve a adentrarse en Álava. Entre las cercanías a Villanañe y Espejo comparte trazado con la  A-2622  (Nanclares-San Pantaleón). En las proximidades de Puentelarrá se vuelve a dar la misma circunstancia con la  A-2122  (Miranda-Trespaderne). En Puentelarrá vuelve a cruzar la frontera burgalesa y tras pasar por Santa Gadea del Cid termina desembocando en la  N-I  en el enlace al oeste de Ameyugo, junto al Monumento al Pastor, desde donde se puede continuar hacia Pancorbo y Burgos.

## Trazado
| Velocidad              | Esquema | Carretera que enlaza                                                    |
| ---------------------- | ------- | ----------------------------------------------------------------------- |
|                        |         | BI-625 Amurrio - Bilbao Orduña BI-4906 Délica                           |
|                        |         | Polígono La Rondina                                                     |
|                        |         |                                                                         |
|                        |         | A-4605 Tertanga                                                         |
|                        |         | Subida al puerto de Orduña                                              |
|                        |         |                                                                         |
| Alto de Orduña (900 m) |         |                                                                         |
|                        |         | Berberana BU-552 Valle de Losa - Espinosa de los Monteros               |
|                        |         |                                                                         |
|                        |         | Osma A-4330 Astúlez                                                     |
|                        |         | Fresneda A-3320 Caranca                                                 |
|                        |         | A-4329 Fresneda                                                         |
|                        |         | A-3318 Cárcamo - Subijana-Morillas                                      |
|                        |         | A-2622 Villanueva de Valdegovía - San Zadornil - San Pantaleón de Losa  |
|                        |         | A-4328 Villamaderne - Bellojín                                          |
|                        |         | Espejo A-4327 Barrio                                                    |
|                        |         | A-2622 Salinas de Añana - Pobes - Nanclares de la Oca - Vitoria         |
|                        |         | A-4326 Bachicabo                                                        |
|                        |         | Bergüenda A-4325 Alcedo - Villambrosa                                   |
|                        |         | A-2122 Sobrón - Trespaderne                                             |
|                        |         | A-2122 Fontecha - Miranda de Ebro                                       |
|                        |         | Puentelarrá                                                             |
|                        |         |                                                                         |
|                        |         | BU-V-5243 Guinicio - Montañana                                          |
|                        |         | BU-V-5242 Suzana - Miranda de Ebro                                      |
|                        |         | Santa Gadea del Cid BU-V-5241 Bozoó BU-V-5244 Ayuelas - Miranda de Ebro |
|                        |         | BU-V-5245 Moriana                                                       |
|                        |         | Encío BU-V-5202 Obarenes - Cubilla de la Sierra                         |
|                        |         | Monumento al Pastor                                                     |
|                        |         | N-I Miranda de Ebro - Pancorbo - Burgos Ameyugo                         |